# Natural Gas Pipeline Company of America
Natural Gas Pipeline Company of America (NGPL) – трубопровідна система, споруджена для подачі природного газу з півдня США до регіону Великих Озер.
NGPL, розвиток якої розпочався у першій половині 1930-х років, стала одним з перших маршрутів для доставки блакитного палива за межі нафтогазоносного регіону на півдні країни (поряд з Panhandle Eastern Pipeline та Northern Natural Gas). В результаті тривалого розвитку довжина газопроводів системи досягла 9200 миль. Станом на 2008 рік за загальною пропускною здатністю NGPL займала 12 місце в країні з показником майже 50 млрд.м3 на рік. При цьому за фактичним обсягом транспортування у 2007 році – 18,4 млрд.м3 – вона була на п’ятому місці.
Станом на середину 2010-х років Natural Gas Pipeline Company of America складалась з наступних основних елементів:
- західна гілка, що починається в Техасі та Нью-Мексико в Пермському нафтогазоносному басейні та прямує далі через басейни Анадарко (Техас та Оклахома) і Хьюготон (Оклахома та Канзас), штати Небраска, Айова та Іллінойс до хабу Joliet біля Чикаго;
- східна гілка, яка починається в Південнотехаському басейні, проходить по штату у північно-східному напрямку через басейни узбережжя Мексиканської затоки та Східнотехаський басейн, потім продовжує свій шлях через Арканзас, Міссурі та Іллінойс до того ж хабу Joliet;
- перемичка між західною та східною гілками через південь Оклахоми, яка зокрема забезпечує доступ до продукції сланцевих формацій Вудфорд (басейни Анадарко та Ардмор) і Барнетт (басейни Bend Arch та Fort Worth);
- відгалуження від східної гілки до хабу Генрі в Луїзіані[4].

Потужна розгалужена система Natural Gas Pipeline Company of America може отримувати ресурс для транспортування з різноманітних джерел, зокрема з:
- хабу Agua Dulce на півдні Техасу, через який подається ресурс місцевих родовищ, зокрема, з системи Southcross;
- хабу Генрі, який станом на середину 2010-х років мав інтерконектори з рядом газопроводів, що забезпечують маневрування ресурсами газопромислового регіону Мексиканської затоки, зокрема, доступ до продукції зі сланцевих формацій Барнетт та Хейнсвіль (Gulf South Pipeline, Bridgeline Pipeline, Acadian Gas System)[5];
- терміналу для прийому зрідженого природного газу Сабін-Пасс (через трубопроводи Kinder Morgan Louisiana Pipeline[6] та Creole Trail[7];
- трубопроводу-інтерконектору Midcontinent Express Pipeline, прокладеному на півдні США у широтному напрямку для створення сполучення між численними газопровідними системами, зокрема через хаб Перрівіль у Луїзіані;
- трубопроводу Fayetteville Express Pipeline, який споруджений для транспортування природного газу, видобутого зі сланцевої формації Файєтвіль у штаті Арканзас[8];
- трубопроводу Ozark Gas Transmission, побудованого для видачі продукції з нафтогазоносного басейну Арком у штатах Оклахома та Арканзас[9];
- басейнів Скелястих гір через газовий хаб Шаєнн та трубопроводи Cheyenne Plains Gas Pipeline[10], Trailblazer Pipeline та Tallgrass Interstate Gas Transmission[11]
- два інтерконектори (із західною гілкою в Небрасці та східною в Іллінойсі) з трубопроводом Rockies Express, через який на схід постачається продукція басейнів Скелястих гір[8].

Внаслідок «сланцевої революції» потреба в імпорті зрідженого газу через термінали на узбережжі Мексиканської затоки була нівельована. Більше того, в 2015 році почав роботу як завод із виробництва ЗПГ на експорт відповідним чином модернізований термінал Сабін-Пасс, який став першим серед низки подібних проектів. Одним із маршрутів подачі до заводу сировини стала бідирекцональна гілка газопроводу NGPL. Останній буде використовуватись для постачання й інших заводів, зокрема Корпус-Крісті на півдні Техасу. При цьому поставки сюди плануються аж з північного сходу країни, де завдяки розробці сланцевих формацій Утіка та Марцеллус утворився серйозний надлишок ресурсу. В 2015 році східна ділянка згаданого вище Rockies Express була реверсована та почала подавати «сланцевий газ» до району на південь від Великих озер. Завдяки ж подальшому реверсу потужних газопровідних систем, які колись проклали з узбережжя Мексиканської затоки, блакитне паливо Утіки та Марцеллус надходитиме на заводи із зрідження.
Разом з системою Natural Gas Pipeline Company of America діють підземні сховища газу загальним активним об'ємом понад 8 млрд м³.